# Carcelia rufiventris
Carcelia rufiventris är en tvåvingeart som först beskrevs av Malloch 1935.  Carcelia rufiventris ingår i släktet Carcelia och familjen parasitflugor. Inga underarter finns listade i Catalogue of Life.